# Liste des églises des Hauts-de-Seine
La liste des églises des Hauts-de-Seine vise à situer les églises du département français des Hauts-de-Seine. Il est fait état des diverses protections dont elles peuvent bénéficier, et notamment les inscriptions et classements au titre des monuments historiques.

## Rattachement diocésain des églises catholiques
En ce qui concerne le culte catholique, les églises sont situées dans le diocèse de Nanterre.

## Statistiques

### Nombres
Le département des Hauts-de-Seine comprend 36 communes au 1er janvier 2023.
Depuis 2022, le diocèse de Nanterre compte 78 paroisses.

## Liste

### Église catholique
Les églises ci-après sont classées selon l'ordre alphabétique de leur commune.
La liste mentionne les protections dont elles peuvent bénéficier, notamment au titre des monuments historiques. Les notices correspondantes de la base Mérimée sont également indiquées le cas échéant.
| Église                                                                 | Commune               | Coordonnées                      | Notice         | Protection                                                           | Date        | Illustration                                    |
| ---------------------------------------------------------------------- | --------------------- | -------------------------------- | -------------- | -------------------------------------------------------------------- | ----------- | ----------------------------------------------- |
| Église Saint-Saturnin                                                  | Antony                | 48° 45′ 11″ nord, 2° 17′ 51″ est | « PA00088057 » | Inscrit MH                                                           | 1928        | Église Saint-Saturnin                           |
| Église Saint-François-d'Assise                                         | Antony                | 48° 46′ 06″ nord, 2° 18′ 39″ est |                |                                                                      |             | Église Saint-François-d'Assise                  |
| Église Saint-Maxime                                                    | Antony                | 48° 44′ 27″ nord, 2° 18′ 13″ est |                |                                                                      |             | Église Saint-Maxime                             |
| Église Saint-Jean-Porte-Latine                                         | Antony                | 48° 44′ 20″ nord, 2° 17′ 28″ est | « EA92000002 » |                                                                      |             | Église Saint-Jean-Porte-Latine                  |
| Église Sainte-Jeanne-de-Chantal                                        | Antony                | 48° 44′ 23″ nord, 2° 16′ 53″ est |                |                                                                      |             | Église Sainte-Jeanne-de-Chantal                 |
| Église Sainte-Geneviève                                                | Asnières-sur-Seine    | 48° 54′ 39″ nord, 2° 17′ 36″ est | « PA00088064 » | Inscrit MH                                                           | 1929        | Église Sainte-Geneviève                         |
| Église Notre-Dame-de-la-Route                                          | Asnières-sur-Seine    | 48° 55′ 56″ nord, 2° 16′ 29″ est |                |                                                                      |             | Image manquante Téléverser                      |
| Église Notre-Dame-du-Perpétuel-Secours                                 | Asnières-sur-Seine    | 48° 54′ 51″ nord, 2° 16′ 56″ est | « IA00129696 » |                                                                      |             | Église Notre-Dame-du-Perpétuel-Secours          |
| Église Saint-Joseph-des-Quatre-Routes                                  | Asnières-sur-Seine    | 48° 55′ 27″ nord, 2° 16′ 44″ est | « IA00129697 » |                                                                      |             | Église Saint-Joseph-des-Quatre-Routes           |
| Église Saint-Marc des Bruyères                                         | Asnières-sur-Seine    | 48° 54′ 34″ nord, 2° 16′ 01″ est |                |                                                                      |             | Image manquante Téléverser                      |
| Église Saint-Hermeland                                                 | Bagneux               | 48° 47′ 47″ nord, 2° 18′ 09″ est | « PA00088067 » | Classé MH                                                            | 1862        | Église Saint-Hermeland                          |
| Église Sainte-Monique                                                  | Bagneux               | 48° 48′ 12″ nord, 2° 19′ 10″ est |                |                                                                      |             | Église Sainte-Monique                           |
| Église Notre-Dame-de-Bon-Secours                                       | Bois-Colombes         | 48° 54′ 50″ nord, 2° 16′ 14″ est | « IA00079390 » |                                                                      |             | Église Notre-Dame-de-Bon-Secours                |
| Basilique Notre-Dame-de-Boulogne                                       | Boulogne-Billancourt  | 48° 50′ 46″ nord, 2° 14′ 11″ est | « PA00088073 » | Classé MH                                                            | 1862        | Basilique Notre-Dame-de-Boulogne                |
| Église Sainte-Cécile                                                   | Boulogne-Billancourt  | 48° 50′ 29″ nord, 2° 14′ 40″ est |                |                                                                      |             | Église Sainte-Cécile                            |
| Église Sainte-Thérèse-de-l'Enfant-Jésus                                | Boulogne-Billancourt  | 48° 50′ 14″ nord, 2° 14′ 02″ est | « IA00119882 » | Architecture contemporaine remarquable Patrimoine d'intérêt régional | 2018        | Église Sainte-Thérèse-de-l'Enfant-Jésus         |
| Église de l'Immaculée-Conception                                       | Boulogne-Billancourt  | 48° 49′ 53″ nord, 2° 14′ 54″ est | « IA00119883 » |                                                                      |             | Église de l'Immaculée-Conception                |
| Église Saint-Nicolas-le-Thaumaturge                                    | Boulogne-Billancourt  | 48° 49′ 31″ nord, 2° 14′ 40″ est |                |                                                                      |             | Église Saint-Nicolas-le-Thaumaturge             |
| Église Notre-Dame-de-l'Immaculée-Conception                            | Boulogne-Billancourt  | à géolocaliser                   |                |                                                                      |             | Église Notre-Dame-de-l'Immaculée-Conception     |
| Église Saint-Gilles                                                    | Bourg-la-Reine        | 48° 46′ 44″ nord, 2° 18′ 58″ est | « IA00117397 » |                                                                      |             | Église Saint-Gilles                             |
| Église de la Pentecôte                                                 | Bourg-la-Reine        | 48° 47′ 21″ nord, 2° 18′ 48″ est | « EA92000006 » |                                                                      |             | Église de la Pentecôte                          |
| Ancienne église Saint-Gilles                                           | Bourg-la-Reine        | 48° 46′ 58″ nord, 2° 19′ 01″ est |                |                                                                      |             | Ancienne église Saint-Gilles                    |
| Église Sainte-Bernadette                                               | Chaville              | 48° 48′ 03″ nord, 2° 11′ 20″ est |                |                                                                      |             | Église Sainte-Bernadette                        |
| Église Notre-Dame-de-Lourdes                                           | Chaville              | 48° 48′ 33″ nord, 2° 11′ 21″ est | « IA00051374 » |                                                                      |             | Église Notre-Dame-de-Lourdes                    |
| Église Notre-Dame                                                      | Chaville              | 48° 48′ 12″ nord, 2° 11′ 19″ est |                |                                                                      |             | Église Notre-Dame                               |
| Église du Pavé-de-Meudon                                               | Chaville              | 48° 48′ 12″ nord, 2° 11′ 23″ est | « IA00051378 » |                                                                      |             | Image manquante Téléverser                      |
| Église Saint-Germain-l'Auxerrois                                       | Châtenay-Malabry      | 48° 45′ 57″ nord, 2° 16′ 48″ est | « PA00088088 » | Inscrit MH                                                           | 1928        | Église Saint-Germain-l'Auxerrois                |
| Église Sainte-Bathilde                                                 | Châtenay-Malabry      | 48° 46′ 56″ nord, 2° 16′ 46″ est |                |                                                                      |             | Image manquante Téléverser                      |
| Église Sainte-Thérèse-d'Avila-et-Sainte-Monique                        | Châtenay-Malabry      | 48° 45′ 51″ nord, 2° 16′ 02″ est |                |                                                                      |             | Église Sainte-Thérèse-d'Avila-et-Sainte-Monique |
| Église Notre-Dame-du-Calvaire                                          | Châtillon             | 48° 48′ 28″ nord, 2° 17′ 03″ est | « PA92000012 » | Inscrit MH                                                           | 2004        | Église Notre-Dame-du-Calvaire                   |
| Église Saint-Philippe-et-Saint-Jacques                                 | Châtillon             | 48° 47′ 59″ nord, 2° 17′ 25″ est | « PA00088090 » | Inscrit MH                                                           | 1928        | Église Saint-Philippe-et-Saint-Jacques          |
| Église Saint-Pierre-Saint-Paul                                         | Clamart               | 48° 47′ 57″ nord, 2° 15′ 48″ est | « PA00088092 » | Inscrit MH                                                           | 1928        | Église Saint-Pierre-Saint-Paul                  |
| Église Saint-François-de-Sales                                         | Clamart               | 48° 47′ 03″ nord, 2° 14′ 54″ est | « IA92000009 » |                                                                      |             | Église Saint-François-de-Sales                  |
| Église Saint-Joseph                                                    | Clamart               | 48° 48′ 30″ nord, 2° 16′ 06″ est | « IA92000008 » |                                                                      |             | Église Saint-Joseph                             |
| Église Saint-Constantin-et-Sainte-Hélène                               | Clamart               | 48° 48′ 16″ nord, 2° 15′ 33″ est |                |                                                                      |             | Église Saint-Constantin-et-Sainte-Hélène        |
| Église Saint-Médard                                                    | Clichy                | 48° 54′ 14″ nord, 2° 18′ 12″ est | « PA00088097 » | Inscrit MH                                                           | 1969        | Église Saint-Médard                             |
| Église Notre-Dame-Auxiliatrice                                         | Clichy                | 48° 54′ 04″ nord, 2° 18′ 50″ est | « IA00125139 » |                                                                      |             | Église Notre-Dame-Auxiliatrice                  |
| Église Saint-Vincent-de-Paul                                           | Clichy                | 48° 54′ 14″ nord, 2° 18′ 13″ est |                |                                                                      |             | Église Saint-Vincent-de-Paul                    |
| Ancienne église Saint-Pierre-Saint-Paul                                | Colombes              | 48° 55′ 24″ nord, 2° 15′ 09″ est | « PA00088100 » | Inscrit MH (clocher)                                                 | 1937        | Ancienne église Saint-Pierre-Saint-Paul         |
| Église Saint-Pierre-Saint-Paul                                         | Colombes              | 48° 55′ 21″ nord, 2° 15′ 04″ est |                | Patrimoine d'intérêt régional                                        | 2023        | Église Saint-Pierre-Saint-Paul                  |
| Église Sainte-Marie-des-Vallées                                        | Colombes              | 48° 54′ 54″ nord, 2° 15′ 37″ est | « IA00079342 » |                                                                      |             | Église Sainte-Marie-des-Vallées                 |
| Église du Sacré-Cœur                                                   | Colombes              | 48° 55′ 00″ nord, 2° 14′ 02″ est | « IA00079341 » |                                                                      |             | Église du Sacré-Cœur                            |
| Église Saint-Pierre-Saint-Paul                                         | Courbevoie            | 48° 53′ 48″ nord, 2° 15′ 26″ est | « PA00088102 » | Inscrit MH (église, à l'exception du clocher)                        | 1971        | Église Saint-Pierre-Saint-Paul                  |
| Église Saint-Maurice                                                   | Courbevoie            | 48° 54′ 19″ nord, 2° 16′ 34″ est | « IA00129898 » |                                                                      |             | Église Saint-Maurice                            |
| Église Saint-Adrien                                                    | Courbevoie            | 48° 53′ 52″ nord, 2° 14′ 21″ est |                |                                                                      |             | Église Saint-Adrien                             |
| Église Saint-Stanislas                                                 | Fontenay-aux-Roses    | 48° 46′ 43″ nord, 2° 17′ 26″ est | « IA00119077 » |                                                                      |             | Église Saint-Stanislas                          |
| Église Saint-Pierre-Saint-Paul                                         | Fontenay-aux-Roses    | 48° 47′ 27″ nord, 2° 17′ 24″ est | « IA00119076 » |                                                                      |             | Église Saint-Pierre-Saint-Paul                  |
| Église Saint-Louis                                                     | Garches               | 48° 50′ 41″ nord, 2° 11′ 16″ est | « IA00048601 » |                                                                      |             | Église Saint-Louis                              |
| Église Saint-Urbain                                                    | La Garenne-Colombes   | 48° 54′ 35″ nord, 2° 14′ 47″ est | « IA00079421 » |                                                                      |             | Église Saint-Urbain                             |
| Église Saint-André-Sainte-Hélène                                       | La Garenne-Colombes   | 48° 54′ 16″ nord, 2° 14′ 14″ est | « IA00079422 » |                                                                      |             | Image manquante Téléverser                      |
| Église Sainte-Marie-Madeleine                                          | Gennevilliers         | 48° 56′ 00″ nord, 2° 17′ 48″ est | « IA00118735 » |                                                                      |             | Église Sainte-Marie-Madeleine                   |
| Église Notre-Dame                                                      | Gennevilliers         | 48° 55′ 33″ nord, 2° 17′ 29″ est |                |                                                                      |             | Image manquante Téléverser                      |
| Église Saint-Jean                                                      | Gennevilliers         | 48° 55′ 08″ nord, 2° 18′ 01″ est |                |                                                                      |             | Église Saint-Jean                               |
| Église Sainte-Jeanne-d'Arc                                             | Gennevilliers         | 48° 55′ 24″ nord, 2° 19′ 19″ est | « IA00118736 » |                                                                      |             | Église Sainte-Jeanne-d'Arc                      |
| Église Notre-Dame-des-Pauvres                                          | Issy-les-Moulineaux   | 48° 49′ 21″ nord, 2° 16′ 30″ est | « PA92000018 » | Inscrit MH                                                           | 2007        | Église Notre-Dame-des-Pauvres                   |
| Église Saint-Étienne                                                   | Issy-les-Moulineaux   | 48° 49′ 22″ nord, 2° 16′ 36″ est | « PA00088112 » | Inscrit MH                                                           | 1929        | Église Saint-Étienne                            |
| Église Saint-Bruno                                                     | Issy-les-Moulineaux   | 48° 49′ 08″ nord, 2° 15′ 46″ est |                |                                                                      |             | Image manquante Téléverser                      |
| Église Saint-Benoît                                                    | Issy-les-Moulineaux   | 48° 49′ 43″ nord, 2° 16′ 52″ est |                |                                                                      |             | Image manquante Téléverser                      |
| Église Sainte-Lucie                                                    | Issy-les-Moulineaux   | 48° 49′ 07″ nord, 2° 15′ 08″ est |                |                                                                      |             | Église Sainte-Lucie                             |
| Église Sainte-Bernadette                                               | Levallois-Perret      | 48° 53′ 39″ nord, 2° 16′ 42″ est |                | Patrimoine d'intérêt régional                                        | 2024        | Église Sainte-Bernadette                        |
| Église Saint-Justin                                                    | Levallois-Perret      | 48° 53′ 39″ nord, 2° 17′ 24″ est | « IA00126372 » |                                                                      |             | Église Saint-Justin                             |
| Église Sainte-Reine                                                    | Levallois-Perret      | 48° 53′ 54″ nord, 2° 17′ 37″ est |                |                                                                      |             | Église Sainte-Reine                             |
| Église Notre-Dame                                                      | Malakoff              | 48° 49′ 13″ nord, 2° 18′ 19″ est | « IA00075726 » |                                                                      |             | Église Notre-Dame                               |
| Église Sainte-Eugénie                                                  | Marnes-la-Coquette    | 48° 49′ 49″ nord, 2° 10′ 40″ est | « PA00125467 » | Inscrit MH                                                           | 1993        | Église Sainte-Eugénie                           |
| Église Saint-Éloi-et-Saint-Sébastien                                   | Marnes-la-Coquette    | 48° 49′ 51″ nord, 2° 10′ 28″ est | « IA00059439 » |                                                                      |             | Image manquante Téléverser                      |
| Église Notre-Dame-de-l'Assomption                                      | Meudon                | 48° 49′ 07″ nord, 2° 13′ 47″ est | « IA00129842 » |                                                                      |             | Église Notre-Dame-de-l'Assomption               |
| Église Saint-Martin                                                    | Meudon                | 48° 48′ 26″ nord, 2° 14′ 11″ est | « PA00088118 » | Classé MH                                                            | 1996        | Église Saint-Martin                             |
| Église Sainte-Jeanne-d'Arc                                             | Meudon                | 48° 48′ 40″ nord, 2° 14′ 53″ est | « IA00129875 » |                                                                      |             | Église Sainte-Jeanne-d'Arc                      |
| Église du Saint-Esprit                                                 | Meudon                | 48° 47′ 18″ nord, 2° 13′ 42″ est |                |                                                                      |             | Église du Saint-Esprit                          |
| Église Notre-Dame-de-l'Annonciation                                    | Meudon                | 48° 49′ 07″ nord, 2° 13′ 48″ est | « IA00129833 » |                                                                      |             | Image manquante Téléverser                      |
| Église Saint-Jacques-le-Majeur                                         | Montrouge             | 48° 49′ 05″ nord, 2° 19′ 13″ est | « PA92000015 » | Inscrit MH                                                           | 2006        | Église Saint-Jacques-le-Majeur                  |
| Église Saint-Joseph-Saint-Raymond                                      | Montrouge             | 48° 48′ 53″ nord, 2° 18′ 36″ est |                |                                                                      |             | Église Saint-Joseph-Saint-Raymond               |
| Église Saint-Jacques, Saint-Christophe                                 | Montrouge             | 48° 49′ 06″ nord, 2° 19′ 09″ est | « IA00076074 » |                                                                      |             | Église Saint-Jacques, Saint-Christophe          |
| Cathédrale Sainte-Geneviève-et-Saint-Maurice                           | Nanterre              | 48° 53′ 27″ nord, 2° 11′ 46″ est | « PA00088126 » | Classé MH (clocher) ; Inscrit MH (reste de la cathédrale)            | 1975 ; 2010 | Cathédrale Sainte-Geneviève-et-Saint-Maurice    |
| Église Sainte-Marie-des-Fontenelles                                    | Nanterre              | 48° 53′ 05″ nord, 2° 12′ 59″ est | « IA00070516 » |                                                                      |             | Église Sainte-Marie-des-Fontenelles             |
| Église Saint-Pierre                                                    | Neuilly-sur-Seine     | 48° 53′ 03″ nord, 2° 16′ 18″ est | « IA00079688 » |                                                                      |             | Église Saint-Pierre                             |
| Église Saint-Jacques                                                   | Neuilly-sur-Seine     | 48° 53′ 29″ nord, 2° 16′ 08″ est | « IA00079689 » |                                                                      |             | Église Saint-Jacques                            |
| Église Saint-Jean-Baptiste                                             | Neuilly-sur-Seine     | 48° 53′ 05″ nord, 2° 15′ 45″ est | « IA00079690 » |                                                                      |             | Église Saint-Jean-Baptiste                      |
| Église Bienheureuse-Isabelle-de-France                                 | Neuilly-sur-Seine     | 48° 52′ 36″ nord, 2° 15′ 04″ est |                |                                                                      |             | Église Bienheureuse-Isabelle-de-France          |
| Église Saint-Jean-Baptiste                                             | Le Plessis-Robinson   | 48° 46′ 57″ nord, 2° 15′ 45″ est | « PA00088133 » | Inscrit MH (clocher)                                                 | 1929        | Église Saint-Jean-Baptiste                      |
| Église Sainte-Magdeleine                                               | Le Plessis-Robinson   | 48° 46′ 45″ nord, 2° 15′ 17″ est |                |                                                                      |             | Image manquante Téléverser                      |
| Église Notre-Dame-de-Pentecôte                                         | Puteaux               | 48° 53′ 31″ nord, 2° 14′ 27″ est | « EA92000018 » |                                                                      |             | Image manquante Téléverser                      |
| Église Notre-Dame-de-Pitié                                             | Puteaux               | 48° 52′ 46″ nord, 2° 14′ 35″ est | « PA00088134 » | Classé MH                                                            | 1975        | Église Notre-Dame-de-Pitié                      |
| Église Notre-Dame-du-Perpétuel-Secours                                 | Puteaux               | 48° 53′ 14″ nord, 2° 14′ 02″ est |                |                                                                      |             | Image manquante Téléverser                      |
| Église Sainte-Mathilde                                                 | Puteaux               | 48° 52′ 59″ nord, 2° 14′ 13″ est | « IA00118690 » |                                                                      |             | Église Sainte-Mathilde                          |
| Église Saint-Pierre-Saint-Paul                                         | Rueil-Malmaison       | 48° 52′ 35″ nord, 2° 10′ 53″ est | « PA00088138 » | Classé MH                                                            | 1941        | Église Saint-Pierre-Saint-Paul                  |
| Église Saint-Jean-Marie-Vianney                                        | Rueil-Malmaison       | 48° 53′ 19″ nord, 2° 11′ 00″ est | « EA92000020 » |                                                                      |             | Image manquante Téléverser                      |
| Église Sainte-Thérèse                                                  | Rueil-Malmaison       | 48° 53′ 09″ nord, 2° 10′ 06″ est |                |                                                                      |             | Église Sainte-Thérèse                           |
| Église Notre-Dame-de-la-Compassion                                     | Rueil-Malmaison       | 48° 52′ 12″ nord, 2° 11′ 56″ est |                |                                                                      |             | Image manquante Téléverser                      |
| Église Saint-Joseph-de-Buzenval                                        | Rueil-Malmaison       | 48° 51′ 22″ nord, 2° 11′ 34″ est | « IA00064598 » |                                                                      |             | Église Saint-Joseph-de-Buzenval                 |
| Église Saint-Clodoald                                                  | Saint-Cloud           | 48° 50′ 36″ nord, 2° 13′ 09″ est | « PA00135376 » | Inscrit MH                                                           | 1995        | Église Saint-Clodoald                           |
| Collégiale Saint-Cloud                                                 | Saint-Cloud           | 48° 50′ 36″ nord, 2° 13′ 11″ est |                |                                                                      |             | Collégiale Saint-Cloud                          |
| Église Saint-Joseph-Artisan                                            | Saint-Cloud           | 48° 50′ 51″ nord, 2° 12′ 29″ est |                |                                                                      |             | Église Saint-Joseph-Artisan                     |
| Église Stella-Matutina                                                 | Saint-Cloud           | 48° 50′ 52″ nord, 2° 12′ 29″ est | « IA92000314 » | Patrimoine d'intérêt régional                                        | 2023        | Image manquante Téléverser                      |
| Église Saint-Jean-Baptiste                                             | Sceaux                | 48° 46′ 37″ nord, 2° 17′ 45″ est | « PA00088147 » | Inscrit MH                                                           | 1929        | Église Saint-Jean-Baptiste                      |
| Église du Cœur-Immaculé-de-Marie                                       | Suresnes              | 48° 52′ 18″ nord, 2° 13′ 39″ est | « IA92000187 » |                                                                      |             | Église du Cœur-Immaculé-de-Marie                |
| Église d'Hubert Charpentier, crypte et pierre tombale du mont Valérien | Suresnes              | 48° 52′ 15″ nord, 2° 13′ 05″ est | « PA00088157 » | Classé MH                                                            | 1922        | Image manquante Téléverser                      |
| Église Notre-Dame-de-la-Paix                                           | Suresnes              | 48° 51′ 50″ nord, 2° 12′ 18″ est | « IA92000238 » |                                                                      |             | Église Notre-Dame-de-la-Paix                    |
| Église Saint-Leufroy                                                   | Suresnes              | 48° 51′ 50″ nord, 2° 13′ 25″ est | « IA92000188 » |                                                                      |             | Église Saint-Leufroy                            |
| Église Saint-Romain                                                    | Sèvres                | 48° 49′ 26″ nord, 2° 12′ 38″ est | « PA00088150 » | Inscrit MH                                                           | 1937        | Église Saint-Romain                             |
| Église Notre-Dame-des-Bruyères                                         | Sèvres                | 48° 48′ 46″ nord, 2° 12′ 36″ est |                |                                                                      |             | Église Notre-Dame-des-Bruyères                  |
| Église Saint-Rémy                                                      | Vanves                | 48° 49′ 16″ nord, 2° 17′ 10″ est | « PA00088158 » | Inscrit MH                                                           | 1928        | Église Saint-Rémy                               |
| Église Saint-François-d'Assise                                         | Vanves                | 48° 49′ 27″ nord, 2° 17′ 42″ est | « IA00060606 » |                                                                      |             | Église Saint-François-d'Assise                  |
| Église Saint-Denys                                                     | Vaucresson            | 48° 50′ 21″ nord, 2° 09′ 31″ est | « IA00051414 » |                                                                      |             | Église Saint-Denys                              |
| Église Saint-Nicolas-et-Saint-Marc                                     | Ville-d'Avray         | 48° 49′ 36″ nord, 2° 11′ 22″ est | « PA00088162 » | Inscrit MH                                                           | 1934        | Église Saint-Nicolas-et-Saint-Marc              |
| Église Saint-Joseph                                                    | Villeneuve-la-Garenne | 48° 56′ 11″ nord, 2° 19′ 53″ est | « IA00119068 » |                                                                      |             | Église Saint-Joseph                             |

### Église orthodoxe
| Église                                   | Commune              | Coordonnées                      | Notice         | Protection                    | Date | Illustration                             |
| ---------------------------------------- | -------------------- | -------------------------------- | -------------- | ----------------------------- | ---- | ---------------------------------------- |
| Église Saint-Sauveur                     | Asnières-sur-Seine   | 48° 54′ 23″ nord, 2° 16′ 43″ est |                |                               |      | Image manquante Téléverser               |
| Église Saint-Nicolas-le-Thaumaturge      | Boulogne-Billancourt | 48° 49′ 31″ nord, 2° 14′ 40″ est |                |                               |      | Église Saint-Nicolas-le-Thaumaturge      |
| Église Notre-Dame-Souveraine             | Chaville             | 48° 48′ 00″ nord, 2° 11′ 26″ est |                |                               |      | Église Notre-Dame-Souveraine             |
| Église Sainte-Marie-et-Saint-Marc        | Châtenay-Malabry     | 48° 46′ 03″ nord, 2° 15′ 02″ est |                |                               |      | Église Sainte-Marie-et-Saint-Marc        |
| Église Saint-Constantin-et-Sainte-Hélène | Clamart              | 48° 48′ 16″ nord, 2° 15′ 33″ est |                |                               |      | Église Saint-Constantin-et-Sainte-Hélène |
| Église de la Résurrection                | Meudon               | 48° 48′ 53″ nord, 2° 14′ 08″ est |                |                               |      | Église de la Résurrection                |
| Chapelle Saint-Georges                   | Meudon               | 48° 48′ 48″ nord, 2° 13′ 59″ est |                | Patrimoine d'intérêt régional | 2019 | Chapelle Saint-Georges                   |
| Église de la Sainte-Trinité              | Vanves               | 48° 49′ 34″ nord, 2° 17′ 28″ est | « IA00060608 » |                               |      | Église de la Sainte-Trinité              |

### Église apostolique arménienne
| Église                               | Commune             | Coordonnées                      | Protection | Illustration                         |
| ------------------------------------ | ------------------- | -------------------------------- | ---------- | ------------------------------------ |
| Église Saint-Grégoire-l'Illuminateur | Chaville            | 48° 48′ 35″ nord, 2° 11′ 07″ est |            | Église Saint-Grégoire-l'Illuminateur |
| Église Sainte-Marie-Mère-de-Dieu     | Issy-les-Moulineaux | 48° 49′ 17″ nord, 2° 15′ 51″ est |            | Église Sainte-Marie-Mère-de-Dieu     |

### Protestantisme
| Église                                   | Commune              | Coordonnées                      | Notice         | Protection                                                           | Date | Illustration                            |
| ---------------------------------------- | -------------------- | -------------------------------- | -------------- | -------------------------------------------------------------------- | ---- | --------------------------------------- |
| Église évangélique baptiste              | Antony               | 48° 45′ 41″ nord, 2° 18′ 27″ est |                |                                                                      |      | Image manquante Téléverser              |
| Temple de l'Église réformée de France    | Asnières-sur-Seine   | 48° 54′ 21″ nord, 2° 16′ 52″ est | « IA00129700 » |                                                                      |      | Temple de l'Église réformée de France   |
| Temple protestant                        | Boulogne-Billancourt | 48° 50′ 32″ nord, 2° 14′ 24″ est | « IA00119884 » |                                                                      |      | Temple protestant                       |
| Temple protestant                        | Bourg-la-Reine       | 48° 46′ 44″ nord, 2° 19′ 12″ est |                |                                                                      |      | Temple protestant                       |
| Église évangélique luthérienne           | Courbevoie           | 48° 54′ 01″ nord, 2° 15′ 06″ est | « EA92000011 » |                                                                      |      | Église évangélique luthérienne          |
| Temple de l'église réformée de France    | Issy-les-Moulineaux  | 48° 49′ 34″ nord, 2° 16′ 19″ est |                |                                                                      |      | Temple de l'église réformée de France   |
| Temple de la Petite Étoile               | Levallois-Perret     | 48° 53′ 34″ nord, 2° 17′ 03″ est | « PA00125465 » | Classé MH                                                            | 1995 | Temple de la Petite Étoile              |
| Temple protestant                        | Meudon               | 48° 49′ 11″ nord, 2° 13′ 23″ est | « IA00129844 » |                                                                      |      | Temple protestant                       |
| Temple protestant                        | Neuilly-sur-Seine    | 48° 53′ 06″ nord, 2° 16′ 29″ est | « IA00079691 » |                                                                      |      | Temple protestant                       |
| Temple protestant                        | Puteaux              | à géolocaliser                   |                |                                                                      |      | Temple protestant                       |
| Temple protestant                        | Rueil-Malmaison      | 48° 52′ 38″ nord, 2° 11′ 19″ est |                | Architecture contemporaine remarquable Patrimoine d'intérêt régional | 2023 | Image manquante Téléverser              |
| Temple protestant                        | Saint-Cloud          | 48° 50′ 37″ nord, 2° 12′ 23″ est | « IA92000315 » |                                                                      |      | Image manquante Téléverser              |
| Église luthérienne de la Réconciliation  | Suresnes             | 48° 51′ 45″ nord, 2° 12′ 09″ est | « IA92000239 » |                                                                      |      | Église luthérienne de la Réconciliation |
| Église évangélique luthérienne Saint-Luc | Vanves               | 48° 49′ 23″ nord, 2° 17′ 19″ est |                |                                                                      |      | Image manquante Téléverser              |
| Chapelle protestante                     | Ville-d'Avray        | 48° 49′ 39″ nord, 2° 11′ 35″ est | « IA00051453 » |                                                                      |      | Chapelle protestante                    |